# Ökologische Ökonomie

Natürliche Ressourcen fließen durch die Ökonomie und enden als Abfall und Verschmutzung

Die Ökologische Ökonomie oder auch Ökologische Ökonomik ist ein inter- bzw. transdisziplinäres Wissenschaftsfeld, das sich mit der Erforschung von Handlungsmöglichkeiten angesichts ökologischer Grenzen der Tragfähigkeit natürlicher Systeme befasst. Ziel ist die wissenschaftliche Fundierung einer nachhaltigen Entwicklung unter Berücksichtigung ökologischer, wirtschaftlicher, politischer und gesellschaftlicher Aspekte. Die Ökologische Ökonomie geht von einem sozial-ökologischen Systemzusammenhang zwischen natürlicher, sozio-ökonomischer und kultureller Entwicklung aus.

## Einordnung
Als Ökologische Ökonomie werden insbesondere in den 1980er Jahren entstandene Ansätze zur Erneuerung der Umweltökonomik bezeichnet. Sie bezieht sich auf Arbeiten von Ökologen wie C. S. Holling und Paul R. Ehrlich. Die „traditionelle“ Umweltökonomik basiert im Wesentlichen auf der neoklassischen Theorie und versteht Umweltprobleme hauptsächlich als fehlerhafte Ressourcenallokation aufgrund externer Effekte. Die Ökologische Ökonomie wendet sich gegen diese rein ökonomische Betrachtungsweise und versteht sich demgegenüber transdisziplinär. Zum Beispiel wird im deutschsprachigen Raum versucht, im Rahmen der sozial-ökologischen Forschung auch auf die gesellschaftlichen Bedingungen einzugehen. Ökologische Grenzen der Wirtschaft werden anhand eines geschlossenen Systems dargestellt. Zur Bestimmung der Wachstumsgrenzen werden beispielsweise die thermodynamischen Grundbedingungen von Produktion und Konsum auf dem „Raumschiff Erde“ betrachtet. Welche Elemente des Naturkapitals in welchem Umfang durch produziertes Kapital auf dem Weg zu den Grenzen des Wachstums ersetzt werden können und dürfen, ist ein wichtiges Arbeitsgebiet der Ökologischen Ökonomik.

## Methodische Einordnung
Die in der Zeitschrift Ecological Economics veröffentlichten Beiträge decken sowohl inhaltlich als auch methodisch ein weites Spektrum an Themen ab, das nur unscharf gegen Beiträge innerhalb der (neo-)klassischen Umwelt- und Ressourcenökonomik abgegrenzt werden kann. Die Tendenz geht dabei dahin, einige der oft unkritisch angewandten Axiome bzw. Arbeitshypothesen der Neoklassik entweder zu hinterfragen oder explizit zu negieren. Beispiele dafür sind
- die Betonung der Verteilungsdimension („Gerechtigkeit“) wirtschaftlicher Entscheidungen gegenüber einer alleinigen Orientierung an der gesamtwirtschaftlichen Effizienz,
- die Ablehnung des Kaldor-Hicks-Kriteriums als unbesehen „gültiges“ Entscheidungskriterium für gesellschaftliche Allokationsfragen,
- der Wunsch nach Ergänzung, wenn nicht Überwindung der Nutzen-Kosten-Analyse bei erhöhter Akzeptanz multi-kriterieller Verfahren,
- die Aufmerksamkeit für multiple Perspektiven auf den Zusammenhang zwischen Umwelt und Entwicklung einschließlich der Thematisierung von Machtfragen.

Unter verschiedenen Namen tauchen gelegentlich im deutschen Sprachraum Versuche auf, Umweltökonomik und Ökologische Ökonomik zu verbinden (z. B. Nachhaltige Ökonomie, Neue Umweltökonomie).
Auch wenn angesichts der Heterogenität der Beiträge nicht von einem einheitlichen Wissenschaftsverständnis gesprochen werden kann, strebt die Ökologische Ökonomie tendenziell danach, auch komplexe Zusammenhänge und Notwendigkeiten nachhaltiger Entwicklung anzugehen. Sie überschreitet dabei notwendigerweise die engen Grenzen einer disziplinär ausgerichteten „Normalwissenschaft“ hin zu einer problemorientierten und disziplinenübergreifenden Transdisziplinarität. Der produktive Umgang mit Unsicherheit und Nichtwissen steht im Zentrum einer solchen „post-normalen“ Wissenschaft.
Im Bereich der Makroökonomie werden Konzepte einer Ökologischen Makroökonomik entwickelt. Die verwendeten Modelle grenzen sich von der allgemeinen Gleichgewichtstheorie ab, verbreitet sind postkeynesianische Ansätze, die mit Stock-Flow Consistent Models oder Input-Output-Analysen modelliert werden. Ein Forschungsgebiet ist die Untersuchung von Wachstumszwängen.

## Institutionen in Deutschland
In Deutschland wurden 1985 die Vereinigung für ökologische Wirtschaftsforschung (VÖW) und das Institut für ökologische Wirtschaftsforschung (IÖW) gegründet, im Jahr 1996 die Vereinigung für Ökologische Ökonomie (VÖÖ). International sind insbesondere die European Society for Ecological Economics (ESEE) und die International Society for Ecological Economics (ISEE) erwähnenswert.
Das Helmholtz-Zentrum für Umweltforschung in Leipzig war 2007 Tagungsort der ersten Tagung der ESEE in Deutschland und verfügte damals über das deutschlandweit größte Forscherteam Ökologischer Ökonomie. An der Carl-von-Ossietzky-Universität Oldenburg ist ein Lehrstuhl zur Ökologischen Ökonomie von Bernd Siebenhüner besetzt, dort fand auch die Jahrestagung 2010 der ISEE statt.
Von 2013 bis 2018 war die deutsche Ökonomin Irene Ring vom Helmholtz-Zentrum für Umweltforschung – UFZ (seit 2016 TU Dresden) Präsidentin der ESEE.

## Weiterführende Literatur

### Zeitschriften
- Ecological Economics – The Transdisciplinary Journal of the International Society of Ecological Economics. Elsevier, Amsterdam, seit 1989; ISSN 0921-8009.
- Environmental Policy and Governance (Zeitschrift der European Society for Ecological Economics). Wiley Publishing, Hoboken, seit 1991 (ursprünglich als European Environment); ISSN 1756-9338.
- Ökologisches Wirtschaften. Oekom Verlag, München, seit 1996; ISSN 1430-8800.

### Bücher
- Clive L. Spash (Hrsg.): Routledge Handbook of Ecological Economics: Nature and Society. Routledge, Abingdon-on-Thames 2017.
- Irmi Seidl, Angelika Zahrnt (Hrsg.): Postwachstumsgesellschaft: Wege für die Zukunft. Ökologie und Wirtschaftsforschung, Band 87. Metropolis, Weimar 2010.
- Joan Martínez-Alier, Roldan Muradian (Hrsg.): Handbook of Ecological Economics. Edward Elgar, Cheltenham 2015.
- Robert Costanza (Hrsg.): Ecological Economics: The Science and Management of Sustainability. Columbia University Press, New York 1991.
- Herman E. Daly: Beyond Growth. Beacon Press, Boston 1996.
- Robert Costanza: An Introduction to Ecological Economics. St. Lucie Press, Boca Raton FL 1997 (278 S.).
  - Deutsche Ausgabe: Thiemo W. Eser (Hrsg.): Einführung in die ökologische Ökonomik. Lucius & Lucius, Stuttgart 2001 (355 S.) [= UTB; 2190].
- Rainer Marggraf, Sabine Streb: Ökonomische Bewertung der natürlichen Umwelt. Theorie, politische Bedeutung, ethische Diskussion. Spektrum Akad. Verl., Heidelberg / Berlin 1997, ISBN 3-86025-206-2. XII, 270 S. Gebundene Ausgabe.
- Malte Faber, Reiner Manstetten, John Proobs: Ecological Economics. Concepts and Methods, Edward Elgar, Cheltenham / Northampton 1998.
- Eva Lang, C. Busch-Lüty, J. Kopfmüller (Hrsg.): Wiedervorlage dringend: Ansätze für eine Ökonomie der Nachhaltigkeit. Oekom, München 2007.
- Holger Rogall: Ökologische Ökonomie. Eine Einführung. Verlag für Sozialwissenschaften, Wiesbaden 2008.
- Günter Hobbensiefken: Ökologieorientierte Volkswirtschaftslehre, Oldenbourg Vlg., München – Wien 1989.
- Marco P. Vianna Franco, Antoine Missemer: A History of Ecological Economic Thought. London & New York, Routledge 2022.

### Lexikonartikel
- Roman Meinhold Ecological Economics. In: Encyclopedia of Environmental Issues. Salem Press, 2011.